# 505 هـ
505 هـ هي سنة في التقويم الهجري امتدت مقابلةً في التقويم الميلادي بين سنتي 1111 و1112.

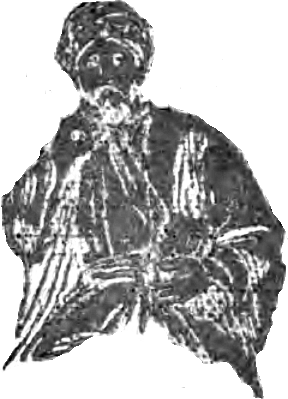
أبو حامد الغزالي

## مواليد
- ابن قرقول

## وفيات
- أبو حامد الغزالي
- أبو حامد محمد بن محمد الغزالي
- أبو عبد الله التميمي